# Notiobia terminata
Notiobia terminata är en skalbaggsart som beskrevs av Thomas Say 1823. Notiobia terminata ingår i släktet Notiobia och familjen jordlöpare. Inga underarter finns listade i Catalogue of Life.